# Орехова, Любовь Леонидовна
Любо́вь Леони́довна Оре́хова (род. 1959, Ростов-на-Дону) — советская гребчиха-байдарочница, выступала за сборную СССР в начале 1980-х годов. Серебряная призёрша чемпионата мира, двукратная чемпионка Советского Союза, победительница регат республиканского и всесоюзного значения. На соревнованиях представляла спортивное общество Профсоюзов, мастер спорта международного класса.

## Биография
Любовь Орехова родилась в 1959 году в Ростове-на-Дону. Активно заниматься греблей начала в раннем детстве, проходила подготовку в ростовском спортивном обществе Профсоюзов.
В 1981 году впервые одержала победу на чемпионате Советского Союза, став лучшей в зачёте одиночных байдарок на дистанции 500 метров. Благодаря череде удачных выступлений удостоилась права защищать честь страны на чемпионате мира в английском Ноттингеме — в составе четырёхместного экипажа, куда также вошли гребчихи Лариса Недвига, Инна Шипулина и Наталья Филонич, завоевала в полукилометровой гонке серебряную медаль, уступив в решающем заезде только экипажу из ГДР.
После чемпионата мира в Ноттингеме Орехова осталась в основном составе советской национальной сборной и продолжила принимать участие в крупнейших регатах всесоюзного и международного значения. Так, на чемпионате страны 1982 года она вновь победила в полукилометровой программе одиночек, став таким образом двукратной чемпионкой Советского Союза. За выдающиеся спортивные достижения удостоена почётного звания «Мастер спорта СССР международного класса».
Завершив спортивную карьеру, перешла на тренерскую работу — работала тренером по гребле на байдарках и каноэ в Ростове-на-Дону.